# Chad Reineke
Chad Karl Reineke (né le 9 avril 1982 à Defiance, Ohio, États-Unis) est un lanceur droitier des Ligues majeures de baseball sous contrat avec les Reds de Cincinnati.

## Carrière

### Padres de San Diego
Athlète évoluant à l'université Miami dans l'Ohio, Chad Reineke est drafté au 13e tour de sélection par les Astros de Houston en 2004. À sa 6e année dans les ligues mineures, Reineke est échangé par les Astros aux Padres de San Diego en retour du lanceur gaucher Randy Wolf le 22 juillet 2008.
Reineke fait ses débuts dans le baseball majeur le 16 août 2008 comme lanceur partant des Padres face aux Phillies de Philadelphie et il remporte sa première victoire. Il joue quatre parties pour San Diego, dont trois comme partant, et affiche une moyenne de points mérités de 5,00 avec deux gains et une défaite.

### Athletics d'Oakland
Le 2 avril 2009, les Padres échangent Reineke aux Athletics d'Oakland en retour du voltigeur Danny Putnam. Il effectue un départ pour Oakland en 2009, sans être impliqué dans la décision.

### Reds de Cincinnati
Mis sous contrat par les Reds de Cincinnati en décembre 2009, Chad Reineke poursuit sa carrière surtout en ligues mineures. Il apparaît dans deux matchs des Reds, l'un comme lanceur partant et l'autre comme releveur, en 2011 et encaisse une défaite comme seule décision.